# Ramtek
Ramtek là một thành phố và là nơi đặt hội đồng đô thị (municipal council) của quận Nagpur thuộc bang Maharashtra, Ấn Độ.

## Địa lý
Ramtek có vị trí 21°24′B 79°20′Đ / 21,4°B 79,33°Đ Nó có độ cao trung bình là 345 mét (1131 feet).

## Nhân khẩu
Theo điều tra dân số năm 2001 của Ấn Độ, Ramtek có dân số 22.517 người. Phái nam chiếm 51% tổng số dân và phái nữ chiếm 49%. Ramtek có tỷ lệ 75% biết đọc biết viết, cao hơn tỷ lệ trung bình toàn quốc là 59,5%: tỷ lệ cho phái nam là 82%, và tỷ lệ cho phái nữ là 68%. Tại Ramtek, 12% dân số nhỏ hơn 6 tuổi.